# Schwarz und weiß wie Tage und Nächte
Schwarz und weiß wie Tage und Nächte ist der Titel eines deutsch-österreichischen Films, der 1978 für den Westdeutschen Rundfunk und den Österreichischen Rundfunk produziert wurde.

## Handlung
Thomas Rosenmund ist bereits als Kind ein herausragender Schachspieler. Das Spiel führt jedoch zu psychischen Belastungen und er erleidet einen Nervenzusammenbruch. Der mathematisch Hochbegabte beschließt nie wieder Schach zu spielen. 
20 Jahre später arbeitet Rosenmund für eine Computerfirma und entwickelt ein Schachprogramm, das der aktuelle Schachweltmeister Igor Koruga in einem im Fernsehen ausgetragenen Duell mühelos besiegt. Dies kann Rosenmund nicht verwinden und beschließt nun doch, professioneller Schachspieler zu werden, um Koruga zu bezwingen und Schachweltmeister zu werden. Dies gelingt Rosenmund auch. Er geht dabei indessen über die Grenzen seiner physischen und psychischen Kräfte hinaus. Er entwickelt eine psychische Erkrankung und wird zuletzt in eine Psychiatrie eingewiesen.

## Produktionsnotizen
Gedreht wurde der Film vom 13. Februar bis zum 22. März 1978 in den Studios des SDR in Stuttgart. Die Außenaufnahmen entstanden in München, Opatija, Ljubljana und Stuttgart. Die Erstsendung erfolgte am 13. September 1978 in der ARD, die Kino-Erstaufführung am 10. Oktober 1978 in Paris (IFF), allgemeiner Kinostart war am 18. Dezember 1981.

## Kritik
„Handwerklich konventioneller Film, der das Spiel als Chiffre für ein krankmachendes politisch-ökonomisches System benutzt. Eindrucksvoll allein durch die Präsenz der Schauspieler.“

## Auszeichnungen
- Prix Art et Essai der IFF Paris 1978
- Goldene Nymphe (Beste Regie) an Wolfgang Petersen bei den IFF Monte Carlo 1979